# تصنيف النيزك

تصنيف النيزك (ويسبرغ، مكوي و كروت) 2006.

نيزك سانت-سوفور نيزك كوندريت سقط في عام 1914.

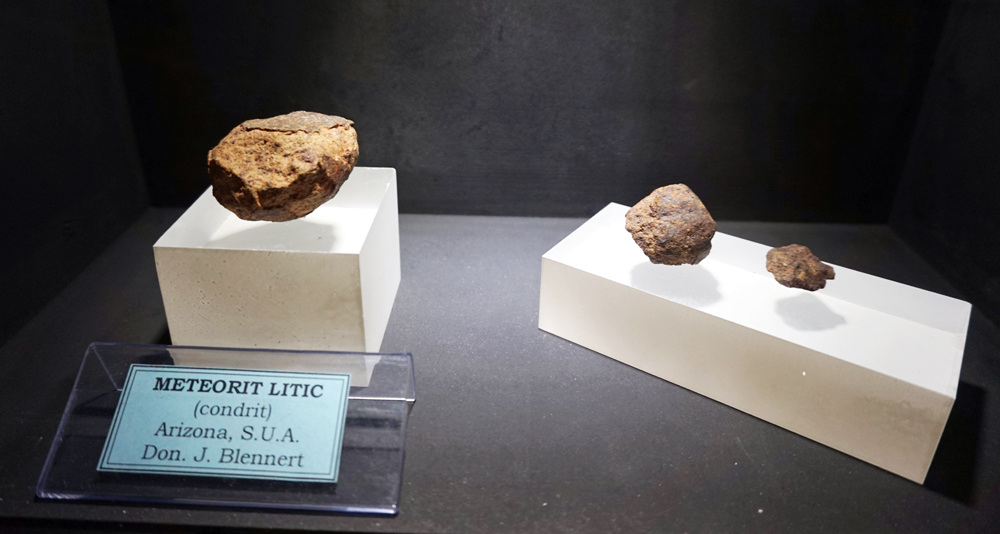
Meteorites

تصنيف النيزك يهدف إلى جمع كل العينات النيزكية التي لها أصل مشترك واحد وتحديد مصدرها. وقد يكون هذا المصدر كوكب أو كويكب أو القمر أو أي جسم حالي آخر من النظام الشمسي أو جسم كان موجود في الماضي (مثل كويكب محطم). ومع ذلك، ومع استثناءات قليلة، هذا الهدف بعيد عن متناول العلم الحالي، ويعود ذلك أساسا إلى عدم كفاية المعلومات حول طبيعة معظم أجرام النظام الشمسي ( وخاصة الكويكبات والمذنبات) لتحقيق مثل هذا التصنيف. وبدلا من ذلك، يعتمد تصنيف النيازك الحديث على وضع العينات في «مجموعات» يتشارك فيها جميع الأعضاء الخصائص الفيزيائية والكيميائية ونظائر العناصر الكيميائية والمعدنية  التي تتفق مع جسم مشترك وأحد، حتى لو كان هذا الجسم لم يتسن تحديد هويتة. العديد من مجموعات النيازك المصنفة بهذه الطريقة قد تأتي من جسم واحد غير متجانس أو مجموعة واحدة قد تحتوي على أعضاء جاءت من مصادر متنوعة من الاجسام المتشابهة جدا ولكن المتميزة. ومع ظهور ووضح هذه المعلومات فإن نظام التصنيف سيتطور على الأرجح.
وعلى الرغم من أن هناك عددا كبيرا من الفئات الفرعية، فأن النيازك تنقسم إلى ثلاث مجموعات رئيسية هي: الحديدية ونيازك حجرية (aerolite) والصخرية الحديدية - والنيازك الحجرية هي الأكثر انتشارا وتنقسم إلى نوعين نيازك كوندرية التي تشكل حوالي 86٪ من جميع النيازك الحجرية ونيازك لاكوندرية. وكل النيازك تقريبا تحتوي على النيكل والحديد، وتلك التي لا تحتوي على الحديد هي نادرة جدا.

## اقرأ أيضا
- نيزك
- كوندريت
- لاكوندريت
- كوندريت CI
- كوندرول

## روابط خارجية
- فهرس النيازك- متحف التاريخ الوطني
- قائمة أصناف النيازك - نيازك أستراليا